# Скорпионни мухи
Скорпионниците (Mecoptera), наричани също скорпионни мухи или мухи скорпионници, са разред дребни животни от клас Насекоми (Insecta).
Включва около 550 вида летящи насекоми с удължено тяло и обикновено прозрачни тесни криле с множество жилки. Съвременните видове са хищни или трупоядни, но се предполага, че ранните скорпионни мухи са играли важна роля за опрашването на голосеменните растения. Копулационният апарат на мъжките обикновено е разширен и прилича на жилото на скорпион и оттам произтича народното им име.

## Семейства
Разред Mecoptera – Скорпионните мухи
- Apteropanorpidae
- Bittacidae
- Boreidae
- Choristidae
- Eomeropidae
- Meropeidae
- Nannochoristidae
- Panorpidae
- Panorpodidae